# Verkehrshistorische Ausstellung Galerie
Die Verkehrshistorische Ausstellung Galerie ist ein privates Verkehrsmuseum in Lüdenscheid. Es befasst sich mit der Geschichte des ÖPNV insbesondere des Omnibusverkehrs und der Kleinbahnen im heutigen Märkischen Kreis.
Das Museum stellt die Geschichte des Busverkehrs und der Kleinbahnen im Gebiet des heutigen Märkischen Kreises seit 1925 dar. Die Sammlung umfasst Exponate der Iserlohner Kreisbahn, dem Kraftverkehr Mark-Sauerland, der Plettenberger Kleinbahn, der Kreis Altenaer Eisenbahn und der Märkischer Verkehrsgesellschaft. In verschiedenen Räumen werden Pausenraum, Werkstatt, Verwaltung und Verkehrsaufsicht/Leitstelle nachgestellt. In einem weiteren Ausstellungsteil finden sich Fotos, ein Zeitstrahl über die Entwicklung des Fahrscheinwesens sowie weitere Exponate. Es gibt interaktive Ausstellungsstücke und einen Fahrsimulator.
Träger des Museums ist der Verein Traditionsbus Mark-Sauerland e. V. Das Museum wurde Ende 2018 eröffnet und befindet sich im ehemaligen Gebäude der Firma PEHA.